# Distretto di Gudauta
Il distretto di Gudauta è una municipalità della Georgia, de facto appartenente all'Abcasia. Il suo capoluogo è Gudauta.